# Macrurosaurus
Macrurosaurus („ještěr s velkým ocasem“) je pochybný rod sauropodního dinosaura, žijícího v období spodní křídy (věk alb, asi před 105 až 100 miliony let; podle jiných údajů ale až před asi 85 až 72 miliony let) na území dnešní Anglie.

## Historie a popis
Zkameněliny tohoto sauropoda byly objeveny v sedimentech souvrství Cambridge Greensand. Holotyp nese označení SM B55630 a jedná se o sérii fosilních ocasních obratlů, objevených v okolí města Cambridge kolem roku 1864. V roce 1869 popsal Harry Govier Seeley na základě těchto fosilií rod Macrurosaurus, o sedm let později přidal i typový druh M. semnus. V roce 1888 další britský paleontolog Richard Lydekker stanovil, že se jedná o sauropodního dinosaura. V roce 1929 německý paleontolog Friedrich von Huene publikoval práci, ve které tento taxon řadí do skupiny Titanosauria. Dnes je Macrurosaurus stále považován za zástupce kladu Titanosauriformes, vzhledem k nedostatku diagnostického fosilního materiálu je ale obvykle označován za nomen dubium (pochybné vědecké jméno).
Stejně jako jeho příbuzní představoval i tento dinosaurus mohutného čtyřnohého býložravce s dlouhým krkem a ocasem, čtyřmi sloupovitými končetinami a relativně malou hlavou. Podle většiny odhadů dosahoval délky asi 10 až 12 metrů, jednalo se tedy o menší druh sauropoda.